# Jason Branch
Jason Branch, pseudonimo di Andrew Nelson Peterson (Chicago, 5 dicembre 1963) è un ex attore pornografico statunitense, che ha lavorato esclusivamente in film pornografici gay.

## Biografia
Nato e cresciuto a Chicago, studia presso l'Università dell'Illinois, dove si laurea in comunicazione e francese, successivamente intraprende un master in relazioni internazionali presso l'Università di Boston, continua gli studi a San Francisco e alla Sorbona di Parigi. Oltre all'inglese, parla fluentemente il francese e il tedesco e un po' di cinese. Terminati gli studi inizia a lavorare per la ricerca, in un centro di prevenzione e studio dell'AIDS.
Inizia la carriera settore della pornografia gay relativamente tardi, quando aveva già trentacinque anni. Il tutto nasce per gioco quando l'ex fidanzato invia alcuni suoi provini ad alcuni studi. Debutta nel 1997, lavorando nella pornografia part-time continuando a mantenere il suo precedente lavoro, per poi lasciarlo nel 1999, quando intraprende a tempo pieno l'attività di porno attore.
Il suo primo film è stato Chapters, prodotto dalla Titan Media, che lo vede al fianco del porno attore Blake Harper, colui che per molti anni sarà il suo fidanzato e con il quale condividera buona parte della sua carriera. Branch nel corso della sua carriera, durata dal 1998 al 2005, ha preso parte a oltre 50 film per le più note case di produzione come Falcon Studios, Raging Stallion e molte altre, esibendosi come versatile ma prediligendo il ruolo di attivo e partecipando anche a vari film di genere fetish e leather. Branch è apparso sulle copertine delle più note riviste rivolte ad un pubblico omosessuale, come Honcho, Unzipped e Men Magazine, quest'ultima lo ha nominato "Uomo dell'anno" nel 2003, nello stesso anno l'Adult Erotic Gay Video Awards, conosciuto nel settore come Grabby, lo ha insignito del Wall of Fame, per il contributo dato al settore della pornografia.
Branch ha sempre usato la sua immagine per il sociale, sponsorizzando il sesso sicuro e partecipando a campagne benefiche a favore della lotta all'AIDS. Attualmente vive a San Francisco.

## Premi
- Adult Erotic Gay Video Awards 2000 - Miglior performer (ex aequo con Blake Harper)[3]
- GayVN Award 2000 - Miglior scena di sesso orale in Ass Lick Alley
- Grabby Awards - Wall of Fame 2003[2]
- Men in Video Awards 2001 - Nastiest Leather Stud

## Videografia
- Chapters (1998)
- Fantasies of a Pig Bottom (1998)

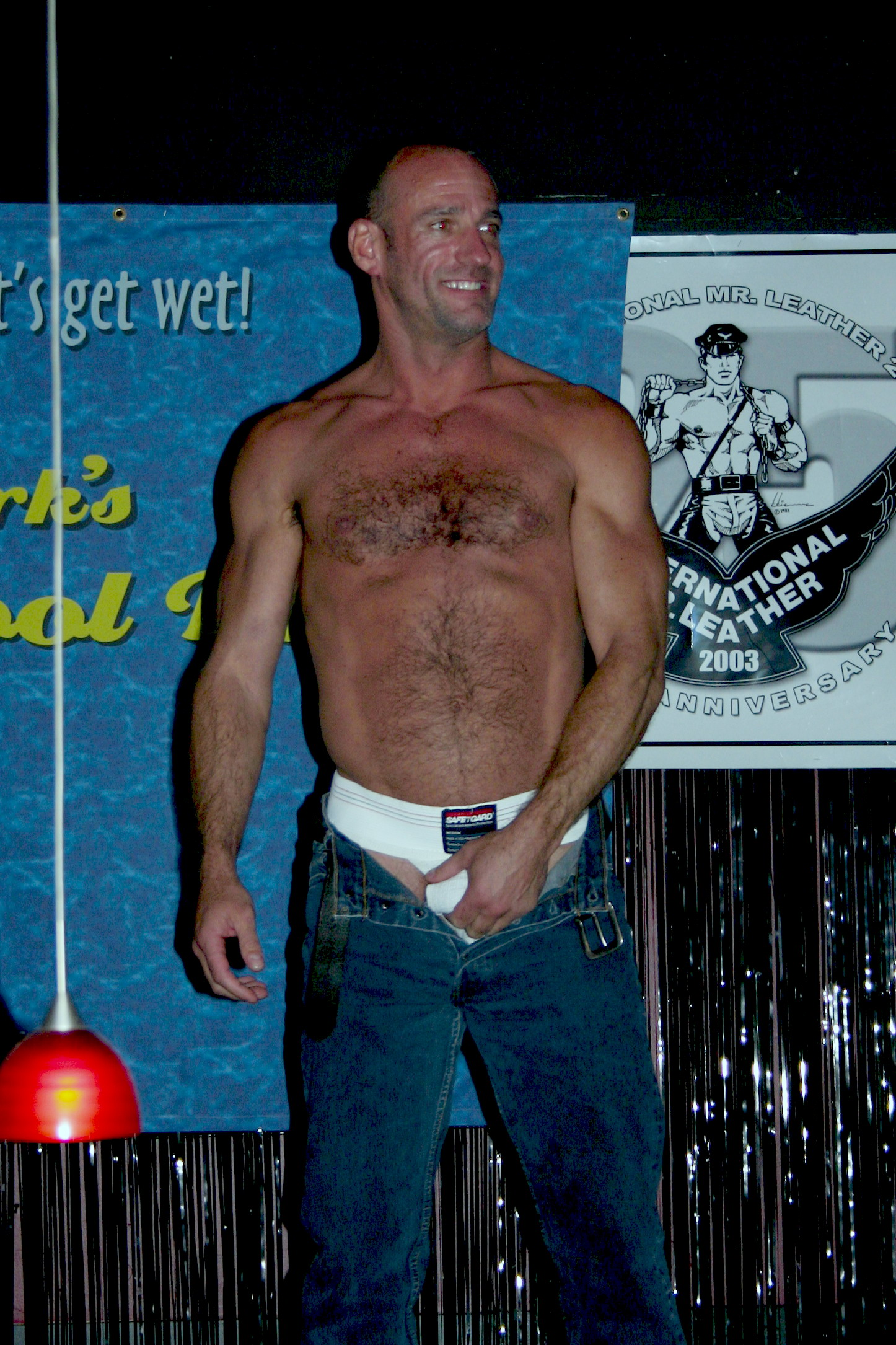
Branch nel 2005

- Glory Holes of San Francisco (1999)
- Iron Will (1999)
- Phoenix Rising (1999)
- Tag Team (1999)
- Tales from Two Cities (1999)
- MANeuvers: Agony of Victory (1999)
- Moan (1999)
- Skuff: Downright Dirty (1999)
- Ass Lick Alley (1999)
- Descent (1999)
- Easy Inn (1999)
- Hand Over Fist (2000)
- How the West Was Hung (2000)
- The Pharaoh's Curse (2000)
- Serviced (2000)
- Sexpack One: Four Tight Tales (2000)
- Don't Ask, Don't Tell! (2000)
- Heat (2000)
- Absolutely Everybody (2000)
- The Bare Dick Project (2000)
- The Cockpit Club (2000)
- The Final Link (2000)
- Tulsa County Line (2001)
- Aim to Please (2001)
- Big as They Come III (2001)
- Homo Erectus (2001)
- Pillage & Plunder: The Movie (2001)
- The Seven Deadly Sins: Lust (2001)
- First Crush (2002)
- Sex Pigs (2003)
- Resurrection (2003)
- Score (2003)
- Face Ryders (2003)
- Lust Counseling (2005)
- The Seven Deadly Sins: Redemption (2005)